# Saliout 3
Saliout 3 (connue également sous le nom Almaz OPS 2) a été lancée le 25 juin 1974. 
Il s'agit d'une station spatiale militaire de type Almaz mais à laquelle il a été donné le nom programme Saliout afin de déguiser son véritable objectif.
Durant l'été qui suivra, elle accueillera l'équipage de Soyouz 14 pendant deux semaines mais non celui de Soyouz 15, qui ne parviendra pas à s'y amarrer.

## Historique
Elle a atteint une altitude de 219 à 270 km au lancement, et son altitude orbitale finale était de 268 à 272 km. Saliout 3 a une masse totale d'environ 18–19 tonnes. Elle possédait trois panneaux solaires latéraux montés sur le corps de la station, et un module de rentrée rétractable pour le retour des données et des matériels de recherche. Seul un des deux équipages a réussi à s'amarrer et à occuper la station, emmené par Soyouz 14 ; Soyouz 15 a tenté d'emmener un autre équipage, mais l'amarrage a échoué.
Elle a testé une grande variété de senseurs de reconnaissance dont quatre caméras d'une résolution de 30 cm ; le 23 septembre 1974, le module de retour de la station a été relâché et a été récupéré à terre par les Soviétiques.
Le 24 janvier 1975, des essais ont été conduits sur le canon automatique Rikhter R-23M de 23 mm disposant de 32 obus, développé dans le cadre de la protection des stations et satellites militaires du programme spatial soviétique contre leurs homologues américains. Le contrôle de tir se faisait par l'intermédiaire d'un périscope qui retransmettait l'image sur le tableau de bord principal. Afin de contrebalancer la réaction du tir au canon, la station était équipée d'un système de moteur de manœuvre qui était mis à feu au même moment. Le fait que la station soit armée n'a été publiquement révélé qu'en 1998.
Des résultats positifs auraient été observés à des distances de 3 000 m à 500 m et quelques heures plus tard, la station a été désorbitée.
Selon diverses sources, le canon a tiré une à trois salves, soit environ 20 obus en tout. Ils ont brûlé dans l'atmosphère. Les résultats des tests restent encore secrets. Cependant, il semble que la génération suivante de station Almaz devait être équipée d'une paire de missiles intercepteurs plutôt que d'un canon, mais elle ne fut jamais construite.

## Données techniques
- Longueur : 14,55 m
- Diamètre maximal : 4,15 m
- Volume habitable : 90 m3
- Poids au lancement : 18 900 kg
- Lanceur : fusée Proton (trois étages)
- Nombre de batteries solaires : 2
- Véhicule de ravitaillement : cargo Soyouz
- Nombre de point d'arrimage : 1
- Nombre total de missions habitées : 2
- Nombre total de missions habitées longue durée : 1
- Nombre de moteurs principaux : 2
- Poussée des moteurs principaux (chaque) : 400 kg
- Armement : 1 canon automatique de 23 mm

## Vaisseaux et équipages
- Soyouz 14 - 3-19 juillet 1974
  - Iouri Artioukhine
  - Pavel Popovitch

- Soyouz 15 - 26-28 août 1974 - arrimage manqué
  - Lev Demine
  - Guennadi Sarafanov

### Expéditions pourSaliout 3
| Mission   | Équipage                           | Date de lancement                  | Vaisseau aller | Date de retour                       | Vaisseau retour | Durée dans la station |
| --------- | ---------------------------------- | ---------------------------------- | -------------- | ------------------------------------ | --------------- | --------------------- |
| Soyouz 14 | Iouri Artioukhine, Pavel Popovitch | 3 juillet 1974 18 h 51 min 8 s UTC | Soyouz 14      | 19 juillet 1974 12 h 21 min 36 s UTC | Soyouz 14       | 14 jours              |
| Soyouz 15 | Guennadi Sarafanov, Lev Demine     | 26 août 1974 19 h 58 min 5 s UTC   | Soyouz 15      | 28 août 1974 20 h 10 min 16 s UTC    | Soyouz 15       | 0 (échec)             |

### Articles de référence
- (en) Asif A. Siddiqi, « The Almaz Space Station Complex : A history, 1964-1992 : Part 1 : 1964-1976 », Journal of the British Interplanetary Society (en), vol. 54, nos 11/12,‎ novembre/décembre 2001, p. 389-416 (lire en ligne).
- (en) Asif A. Siddiqi, « The Almaz Space Station Complex : A history, 1964-1992 : Part 2 : 1964-1976 », Journal of the British Interplanetary Society (en), vol. 55, nos 1/2,‎ janvier/février 2002, p. 35-67 (lire en ligne).